# آيت حمي (إشقرن)
آيت حمي هو دُوَّار يقع بجماعة لهري، إقليم خنيفرة، جهة بني ملال خنيفرة في المملكة المغربية. ينتمي الدوّار لمشيخة إشقرن التي تضم 11 دوار. يقدر عدد سكانه بـ 299 نسمة حسب الإحصاء الرسمي للسكان والسكنى لسنة 2004.

## وصلات خارجية
- البوابة الوطنية للجماعات الترابية
- المندوبية السامية للتخطيط